# Leadership Conference on Civil and Human Rights
La Leadership Conference on Civil and Human Rights fu fondata nel 1950 da tre leader del Movimento dei Diritti Civili Americani Roy Wilkins (presidente), A. Philip Randolph, e Arnold Aronson.

## Finalità
La finalità dell'organizzazione è quella di rappresentare e coordinare l'attività delle associazioni statunitensi che hanno a cura la tutela dei diritti umani.
In particolar modo, ha tra gli obiettivi principali la lotta alla discriminazione e a ogni altra forma di violazione dei diritti umani negli Stati Uniti d'America. L'organizzazione, inoltre, promuove cause giudiziarie finalizzate a tutelare i diritti umani.

## Associati
Membri dell'organizzazione sono più di duecento associazioni statunitensi, tra cui associazioni con fini religiosi, culturali e sociali.